# EFHC1
A Proteína 1 contendo o domínio da mão EF é uma proteína que em humanos é codificada pelo gene EFHC1.
As variantes de EFHC1 inicialmente consideradas patogênicas na epilepsia foram encontradas em controles não afetados da mesma ancestralidade, de modo que este não é um provável gene da epilepsia.